# Palazzo Albertini

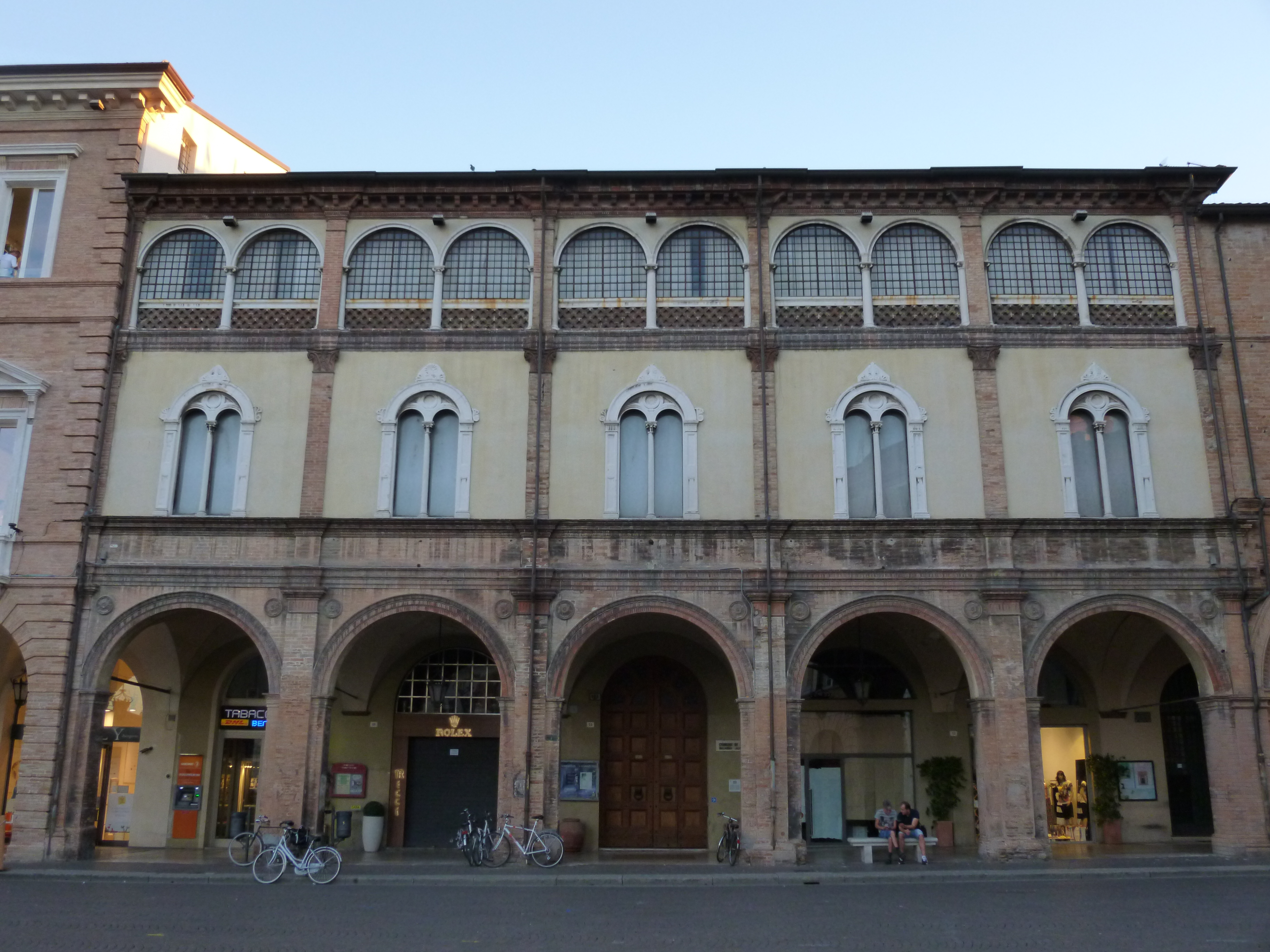
Palazzo Albertini

Der Palazzo Albertini ist ein Palast aus dem 15. Jahrhundert im venezianischen Stil in Forlì in der italienischen Region Emilia-Romagna.

## Geschichte und Beschreibung
Der Architekt des Palastes ist nicht bekannt. Er gehörte einer Dynastie von Apothekern, den Albertinis, vom Ende des 15. Jahrhunderts bis zu den ersten Jahren des 16. Jahrhunderts. Der Palast hat eine Vorhalle mit Rundbögen und einer Archivolte in Terrakotta. Die Fassade in Sichtmauerwerk ist vertikal durch Lisenen in korinthischem Stil unterteilt. Die Doppelfenster sind mit istrischem Kalkstein verziert. Das Hauptgeschoss wird durch eine Loggia in raffinierten Proportionen aufgelockert, die durch eine Transenna in Terrakotta verziert und eine Reihe von Verflechtungen dekoriert ist. Das Gesims ist in Terrakotta ausgeführt, wogegen die Medaillons aus behauenem Stein bestehen.
Anfang des 19. Jahrhunderts war in dem Palast das Caffè Francia untergebracht, das später in „Caffè dei Patrioti“ (dt.: Patriotencafé) umbenannt wurde. Im gesamten 19. Jahrhundert hatten eine Reihe bedeutender Vereinigungen der Stadt dort ihren Sitz, darunter die Società Cittadina, die später „Circolo Cittadino“ genannt wurde, später, 1890, die Società de Pestapevar und der Circolo di Lettura e Ricreazione (dt. Literatur- und Erholungszirkel). Letzteren, der 1896 schloss, folgte der Circolo Forlivese, der am Abend des 27. Februar 1897 gegründet wurde und etwa 150 Mitglieder hatte.
In der Zeit des Faschismus wurde der Palast in Casa del Fascio umgetauft und beherbergte den Sitz der Partito Nazionale Fascista von Forlì. Nach dem Zweiten Weltkrieg wurde der Palast ein Jahrzehnt lang zum Sitz der Gewerkschaft von Forlì, um den Übergang vom Faschismus zur Demokratie zu symbolisieren. Als ersten Gewerkschaftssekretär setzte das Befreiungskommittée Luciano Lama ein. Heute ist der Palazzo Albertini ein bedeutender Ausstellungsort, der das ganze Jahr über geöffnet ist.